# أبو الفضل حاجي زاده
أبو الفضل حاجي زاده (23 أغسطس 1981 تبريز إيران - ) هو لاعب كرة قدم إيراني يلعب كمدافع.